# Blue Note Records
Blue Note Records is een platenlabel uit New York dat werd opgericht in 1939. Het label is gespecialiseerd in jazzmuziek en werd opgericht door Alfred Lion en Max Margulis, twee Duitse immigranten. Lion hield zich bezig met de muziek en Margulis was de geldschieter. Voorbeelden van artiesten die een plaat bij Blue Note hebben uitgegeven zijn Art Blakey, John Coltrane, Miles Davis, Herbie Hancock, Thelonious Monk, Horace Silver en Grant Green. In het begin werden de opnamen gemaakt in de huiskamer van de ouders van de geluidstechnicus Rudy Van Gelder.

## Geschiedenis
Thelonious Monk en Bud Powell waren de eerste twee artiesten die door Blue Note Records gecontracteerd werden. Jazz was een bloeiende muziekstroom in die tijd, vooral de bebopstijl. Round Midnight was de allereerste plaat die Monk bij het platenlabel uitbracht, maar het publiek vond het maar niets en de plaat werd een grote flop. Tegenwoordig is het een "oldschoolclassic", die zeer gewaardeerd wordt door jazzliefhebbers.
Het eerste grote succes oogstte het muzieklabel met Summertime van saxofonist Sidney Bechet. In 1941 trad Lions jeugdvriend Francis Wolff bij Blue Note Records in dienst als manager. Wolff fotografeerde ook de oefensessies van de jazzmusici, die door Lion voorafgaand aan de studio-opname werden georganiseerd. De foto's van Wolff werden vaak gebruikt voor de platenhoezen van Blue Note, die werden ontworpen door grafisch vormgever Reid Miles.
Tussen 1947 en 1952 liep de verkoop van platen slecht. Na deze periode werd Blue Note gezien als het belangrijkste jazzmuzieklabel. Dit kwam mede doordat het label een contract had getekend met pianist Bud Powell en trompettist Miles Davis. Beide muzikanten werden toen al geroemd om hun muziek. Het label stond erom bekend dat de artiesten tijdens studio-opnamen in de watten werden gelegd en dat muzikanten werden betaald voor de repetities voorafgaand aan de opnamesessie, wat er volgens het muzieklabel toe leidde dat er een beter eindresultaat op de plaat kwam. Ook durfde men het aan artiesten ook weer een contract aan te bieden als zij in de gevangenis hadden gezeten wegens illegaal bezit en/of gebruik van verdovende middelen, zoals saxofonist Dexter Gordon.
In 1951 bracht het label zijn eerste 12-inchgrammofoonplaten uit en het zou vooral bekend worden doordat het nieuwe (onbekende) jazzartiesten durfde te contracteren. In 1963 scoorde Lee Morgan een hit met het titelnummer van het album Sidewinder, Horace Silver overkwam hetzelfde in 1964 met het nummer Song for My Father. Sindsdien was het de bedoeling dat iedere artiest zijn album begon met een commerciële melodie, die de verkoop van het album zou laten stijgen.
In het begin van 1980 en latere jaren was het muzieklabel bekend om het feit dat Blue Note één grote familie was. Iedereen speelde bij elkaar op de plaat, maar maakte verder geen deel uit van de groep. Zo speelde Herbie Hancock op de plaat van Miles Davis en andersom.
Sinds 1979 is het label overgenomen door EMI.

## Trivia
- In 2009 vierde Blue Note dat het 70 jaar geleden was dat Alfred Lion en Francis Wolff het label hadden opgericht en dat het label in 1984 (25 jaar eerder) nieuw leven was ingeblazen. Deze twee mijlpalen werden gevierd door nieuwe uitgaven van oude platen, concerten waarin oude jazzlegenden werden geëerd, fotoboeken en andere handelswaar, maar ook met een gelegenheidsband met de naam "The Blue Note 7". Deze groep bestond uit zeven personen: Peter Bernstein (gitaar), Bill Charlap (piano), Ravi Coltrane (tenorsaxofoon), Lewis Nash (drums), Nicholas Payton (trompet), Peter Washington (basgitaar) en Steve Wilson (altsaxofoon, fluit).
- Begin 21e eeuw verschenen er verschillende cd's met mixen van oude Blue Note-successen onder de naam Blue Note Trip, verzameld door DJ Maestro.

## Door Blue Note uitgegeven artiesten (selectie)
- Jazzmatazz
- Norah Jones
- Suzanne Vega
- Sabrina Starke
- Trijntje Oosterhuis
- Louis Armstrong
- Miles Davis
- Gare du Nord
- Barry Hay
- Ruben Hein
- DJ Maestro
- Eddy de Clercq